# Gèdre
Gèdre – miejscowość i dawna gmina we Francji, w regionie Oksytania, w departamencie Pireneje Wysokie. W 2013 roku jej populacja wynosiła 252 mieszkańców. 
W dniu 1 stycznia 2016 roku z połączenia dwóch ówczesnych gmin – Gavarnie oraz Gèdre – utworzono nową gminę Gavarnie-Gèdre. Siedzibą gminy została miejscowość Gèdre. 